# Chalcoscirtus pseudoinfimus
Chalcoscirtus pseudoinfimus là một loài nhện trong họ Salticidae.
Loài này thuộc chi Chalcoscirtus. Chalcoscirtus pseudoinfimus được Vladimir I. Ovtsharenko miêu tả năm 1978.